# Бад Бодентајх
Бад Бодентајх (њем. Bad Bodenteich) општина је у њемачкој савезној држави Доња Саксонија. Једно је од 29 општинских средишта округа Илцен. Према процјени из 2010. у општини је живјело 3.923 становника. Посједује регионалну шифру (AGS) 3360005.

## Географски и демографски подаци
Бад Бодентајх се налази у савезној држави Доња Саксонија у округу Илцен. Општина се налази на надморској висини од 55 метара. Површина општине износи 49,9 km². У самом мјесту је, према процјени из 2010. године, живјело 3.923 становника. Просјечна густина становништва износи 79 становника/km².

## Међународна сарадња
| Мјесто | Држава   | Врста сарадње | Од    |
| ------ | -------- | ------------- | ----- |
| Лудза  | Летонија | партнерство   | 2004. |
| Извор  |          |               |       |